# Комовский, Сергей Дмитриевич
Сергей Дмитриевич Комовский (1 (12) июля 1799—20 июня (2 июля) 1880) — действительный статский советник, один из первых воспитанников Царскосельского лицея (пушкинский выпуск).

## Биография
Родился 1 (12) июля 1799 года. Сын обер-секретаря Сената, происходившего из польских шляхтичей Комовских — Дмитрия Григорьевича Комовского (1766—26.06.1831) и его супруги Евдокии Степановны, урожденной Гвоздевой. Брат историка литературы В. Д. Комовского.
С октября 1807 до лета 1811 года Сергей Комовский обучался в петербургской немецкой школе Петришуле. Поступив в лицей осенью 1811 года, двенадцатилетний Сергей Комовский сразу же показал свои лучшие качества; как отмечал директор лицея В. Ф. Малиновский:

«С изрядными дарованиями. Он благонравен, скромен, чувствителен, крайне ревнителен к пользе своей, послушен без прекословия, любопытен, любит чистоту и порядок, пристрастен ко всем гимнастическим упражнениям, проворен, ловок, переимчив; в обращении любезен и осторожен при всей своей живости; весьма прилежен».

Товарищи называли его «Лиса», «Лисичка». Это прозвище можно отнести не только к личным чертам его характера, но также и к гербу Комовского, на котором изображена сидящая рыжая лисица. Возможно, что об этом знали воспитанники и частенько поддразнивали его этим прозвищем. Другое прозвище — «Смола» — Комовский заслужил от товарищей за назойливое приставание с душеспасительными нравоучениями. Также товарищи прозвали его еще и «Фискалом», потому что он любил жаловаться гувернёру Чирикову.
Комовский и не принимал участия в литературном кружке своих однокурсников, но он вёл дневник, маленькую тетрадку в 24 листа. Дневник начат 14 марта 1815 года и кончается 18 апреля того же года. Эти записи не лишены и некоторых литературных достоинств.
Комовский был выпущен из лицея с чином IX класса (титулярный советник) и поступил в департамент народного просвещения. Затем, до 1841 года служил правителем канцелярии совета Воспитательного общества благородных девиц (Смольный институт). Если верить дневнику его брата Александра, в это время вступил в связь с институтской горничной, от которой родился сын, подброшенный матерью в дом бездетного сенатора Тутолмина. 
В 1843 году Комовский стал помощником статс-секретаря Государственного совета. Через десять лет Комовский вышел в отставку по болезни в чине действительного статского советника.

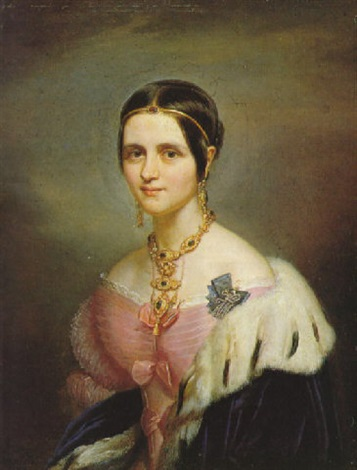
Софья Евграфовна (1838)

Комовский регулярно присутствовал на лицейских годовщинах; в 1818, 1819, 1828, 1832, 1834 и 1836 годах встречался на них с Пушкиным. На празднование 25-летия Лицея он прибыл в лицейском мундире, что произвело большое впечатление. Этот мундир он, по-видимому, заказал специально к юбилею. 
Ему принадлежал экземпляр «Истории Пугачевского бунта» с дарственной надписью: «Сергею Дмитриевичу Комовскому от А. С. Пушкина в память Лицея. 28 янв. 1835. СПб.» В 1851 году, когда Анненков начал собирать материалы для биографии Пушкина, С. Д. Комовский составил записку «Воспоминания о детстве Пушкина».
Умер 8 (20) июля 1880 года. Могила Комовского на православном кладбище на Малой Охте не сохранилась.

## Семья
Жена (с 25 января 1842 года) — графиня Софья Евграфовна Комаровская (02.02.1811—06.07.1858), дочь графа Е. Ф. Комаровского; крещена была 10 февраля 1811 года в Симеоновской церкви на Моховой, крестница А. Д. Балашова; фрейлине двора (21.04.1828).  Семья проживала в Первом квартале Литейной части, в доме № 100-13. В браке было четыре сына и две дочери — Евдокия (27.03.1847—26.01.1940; воспитывалась в Смольном монастыре, который окончила с шифром (1865), замужем за генералом В. Н. Хлебниковым) и Ольга (31.05.1856).